# Изабелла Арагонская (королева Германии)
Изабелла Арагонская (1305 — 12 июля 1330) — дочь короля Арагона Хайме II и его второй жены Бланки Анжуйской. Супруга короля Германии Фридриха III.

## Жизнь
Изабелла была шестой из десяти детей, её братом был король Арагона Альфонсо IV, а сестрой — Мария Арагонская. Её дедушкой и бабушкой по отцовской линии были Педро III Арагонский и Констанция Сицилийская, а по материнской линии — Карл II Неапольский и Мария Венгерская.
Первоначально Изабелла была помолвлена с королём Армении Ошином, сыном Левона II и его жены Керан. Её отец планировал её помолвку с Ошином в обмен на мощи святой Фёклы, которые находились в городе Сис в Армении, и которые ему очень хотелось заполучить для собора в Таррагоне. Переговоры о браке прервались из-за армянской оппозиции католической церкви.
11 мая 1315 года в Равенсбурге Изабелла вышла замуж за Фридриха I, короля Германии. С тех пор в Германии и Австрии Изабелла была известна под именем Елизавета. Её муж был избран одним из двух соперничающих королей Германии в октябре 1314 года. Его соперником был Людовик IV Баварский. Изабелла стала одной из двух королев Германии совместно с Беатрисой Силезской, женой Людовика IV.
У Фридриха III и Изабеллы было трое детей:
- Фридрих (1316—1322)
- Елизавета (1317—1336)
- Анна (1318—1343), замужем (с 1328 года) за Генрихом XV, герцогом Нижней Баварии (28 августа 1312 — 18 июня 1333), вторым браком (с 1336 года) за Иоганном Генрихом IV, графом Горицким (1322—1338)

5 сентября 1325 года Фридрих III и Людовик IV разрешили свой спор, согласившись быть соправителями. Тем не менее, Фридрих вскоре стал младшим соправителем и удалился в Австрию, где и пребывал вплоть до своей смерти 13 января 1330 года. Изабелла пережила его почти на шесть месяцев. Она была похоронена в Вене.
Изабелла была слепой в последние шесть лет своей жизни.